# Meterginus simonis
Meterginus simonis is een hooiwagen uit de familie Cosmetidae.